# 타르비시오

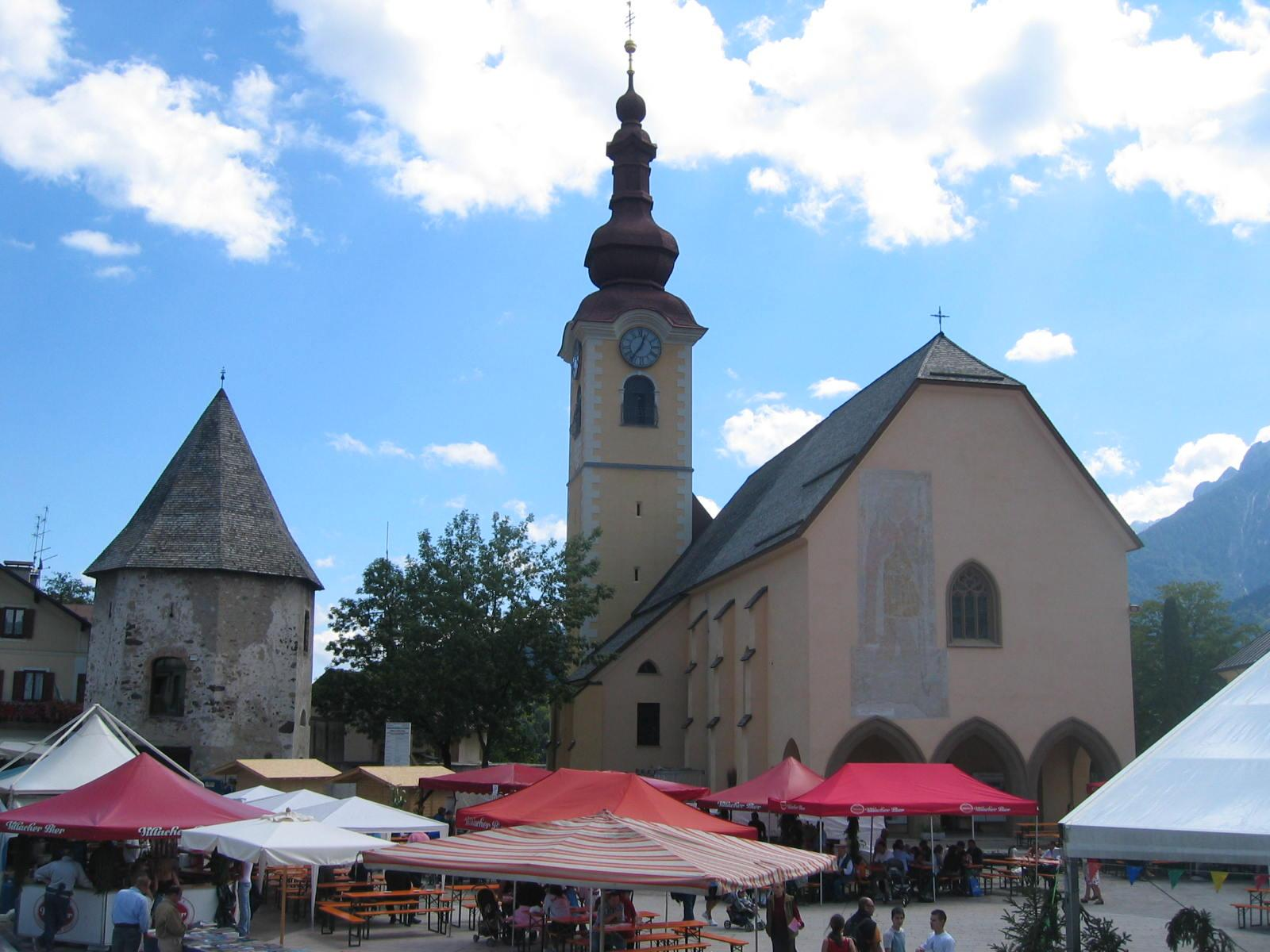
타르비시오 성 피에트로 파올로(Santi Pietro e Paolo) 교회

타르비시오(이탈리아어: Tarvisio, 독일어: Tarvis 타르비스[*], 슬로베니아어: Trbiž 트르비주)는 이탈리아 프리울리베네치아줄리아주 우디네현에 위치한 코무네로 면적은 205km2, 높이는 704m, 인구는 4,962명(2007년 기준), 인구 밀도는 24명/km2이다. 오스트리아, 슬로베니아 국경과 가까운 지점에 위치한다.